# Paul Hébert (Komiker)
Paul Hébert (vor 1920 – nach 1930) war ein kanadischer Vaudevilledarsteller der 1920er und 1930er Jahre.
Hébert, der unter dem Bühnennamen Macaroni auftrat, leitete in den 1920er Jahren am King Edward Palace in Montreal eine Schauspieltruppe, der unter anderem Rose Ouellette, Armand Lacroix, Teddy Burns Goulet und Simone Roberval angehörten. In den 1930er Jahren residierte die Gruppe zunächst im Théâtre Arcade und dann im Théâtre Cartier. Hébert nahm für His Master’s Voice in den 1920er Jahren 22 Titel auf, darunter Varietésongs und Sketche mit Rose Ouellette und Simone Roberval.